# Alexia Paganini
Alexia Paganini (Greenwich, 15 novembre 2001) è una pattinatrice artistica su ghiaccio svizzera con cittadinanza statunitense. È quattro volte campionessa nazionale svizzera. Ha vinto la medaglia di bronzo al CS Nebelhorn Trophy 2017 ed è la vincitrice degli Slovenia Open 2018 e della Halloween Cup 2018. Si è classificata al 21º posto alle Olimpiadi di Pyeongchang 2018.

## Vita privata
Alexia Paganini è nata il 15 novembre 2001, a Greenwich nel Connecticut, negli Stati Uniti. Ha due fratelli, Kevin e Mario, ed è la figlia di mezzo. Ha sia la nazionalità svizzera che quella statunitense. Suo padre, Celso Paganini, è originario di Brusio, in Canton Grigioni, Svizzera; mentre sua madre ha origini olandesi ed ha vissuto a St. Moritz, Svizzera, per dieci anni.

## Carriera

### Primi anni
Paganini ha cominciato a pattinare nel 2003, all'età di due anni. Ha pattinato alla Westchester Skating Academy per alcuni anni sotto la guida del suo ex-allenatore, Gilberto Viadana. Ha rappresentati gli Stati Uniti in due eventi internazionali. Ad aprile 2016, ha vinto la medaglia d'oro junior al Gardena Spring Trophy in Italia. Ad agosto 2016, si è classificata in sesta posizione al Grand Prix juniores in Francia.
A gennaio 2017, Paganini si è classificata quinta ai campionati nazionali a livello juniores. Più tardi quell'anno, comincio a interessarsi alla possibilità di competere per la Svizzera, su suggerimento del suo allenatore, Igor Krokavec. Venendo a conoscenza di questo interesse, ad aprile 2017, Swiss Ice Skating l'ha contattata.

### Stagione 2017-2018: le Olimpiadi di Pyeongchang
Paganini ha il suo debutto internazionale come senior per la Svizzera agli Slovenia Open ad agosto 2017; ha superato l'australiana Kailani Crane di 2.31 punti, vincendo la medaglia d'oro. Alla fine di settembre, ha gareggiato al CS Nebelhorn Trophy del 2017, l'ultima opportunità per qualificarsi ai Giochi olimpici invernali di Pyeongchang 2018. Piazzandosi sesta nel programma corto e terza nel programma libero, ha ottenuto una medaglia di bronzo (per un margine di 0.13 sopra la tedesca Nathalie Weinzierl), più un posto per la Svizzera alle Olimpiadi. A dicembre, l'Associazione Olimpica Svizzera ha confermato che Paganini avrebbe rappresentato la Svizzera alle Olimpiadi.
A gennaio, Paganini si è classificata settima ai Campionati Europei 2018 a Mosca, in Russia. Il mese seguente, ha partecipato ai Giochi Olimpici Invernali 2018 a Pyeongchang, in Corea del Sud. Classificata diciannovesima nel programma corto, è passata al segmento finale e si è piazzata ventunesima sul totale. Si è anche qualificata per il programma libero ai Campionati Mondiali 2018, finendo ventesima nell'evento a Milano, Italia. 

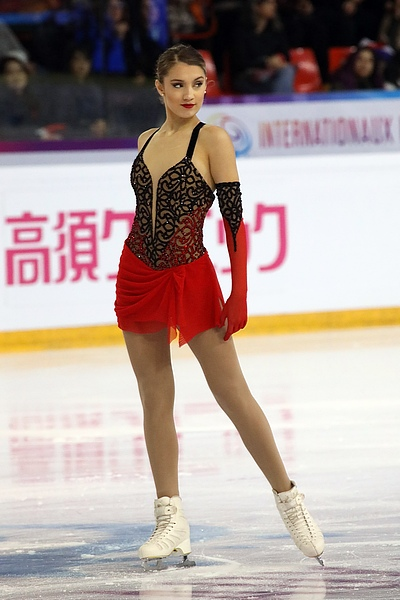
Alexia Paganini al Trophée Eric Bompard 2018

### Stagione 2018-2019: debutto al Grand Prix
Alexia Paganini ha cominciato la stagione classificandosi ottava al CS Autumn Classic. Ad ottobre, ha vinto la Halloween Cup, dopo essersi piazzata secondo nel programma corto, dietro Ivett Tóth, ma prima nel libero.
Paganini ha fatto il suo debutto al Grand Prix alla Cup of Russia 2018. Nel programma corto ha ottenuto il suo miglior punteggio (63.43) e si è classificata in terza posizione. Nel programma libero ha ottenuto il suo miglior punteggio (119.07) e si è piazzata quinta, finendo quarta con un totale di 182.50 (il suo miglior punteggio della stagione), dietro Alina Zagitova, Sofia Samodurova e Lim Eun-soo. A causa del ritiro di Carolina Kostner dagli Internationaux de France 2018 per una lesione, Paganini è scelta per rimpiazzarla all'evento, dandole la possibilità di partecipare ad un altro evento del Grand Prix. Si è classificata ottava nel programma corto e decima nel libero, finendo in decima posizione. A dicembre, ha vinto i Campionati Svizzeri per la seconda volta consecutiva.
A gennaio del 2019, ha partecipato ai Campionati Europei 2019, tenuti a Minsk, in Bielorussia. Paganini ha ottenuto un nuovo miglior punteggio nel programma libero (65.64), finendo in terza posizione il primo segmento di gara, dietro Zagitova e Samodurova. Ha affermato di essere "molto soddisfatta della mia performance. Ero nervosa, ma ho cercato di non mostrarlo." Paganini si è classificata settima nel programma libero, finendo sesta nel totale. Ha partecipato ai Campionati Mondiali 2019, classificandosi trentatreesima, senza raggiungere il secondo segmento di gara.

## Programmi
| Stagione  | Programma corto                                                                                  | Programma libero                                                                     | Esibizione                  |
| --------- | ------------------------------------------------------------------------------------------------ | ------------------------------------------------------------------------------------ | --------------------------- |
| 2019-2020 | - Bei Mir Bist Du Schein                                                                         | - Libertango, di Astor Piazzolla, coreografia di David Wilson                        |                             |
| 2018–2019 | - Yo Soy Maria di Astor Piazzolla, Horacio Ferrer                                                | - La La Land di Justin Hurwitz - Mia and Sebastian's Theme - City of Stars - Epilogo | - Caruso di Lucio Dalla     |
| 2017–2018 | - A Thousand Times Goodnight (da Romeo e Giulietta) di Abel Korzeniowski - Found di Kerry Muzzey | - Phantom Fantasia (dal The Phantom of the Opera) di Anthony Inglis                  | - Nocturne di Secret Garden |
| 2016–2017 | - Sul lago dorato di Dave Grusin                                                                 | - Pas de Deux (da Lo schiaccianoci) di Pyotr Ilyich Tchaikovsky                      |                             |
| 2015–2016 | - The Aquarium (da The Carnival of the Animals) di Camille Saint-Saëns                           | - Libertango di Astor Piazzolla                                                      |                             |

## Risultati

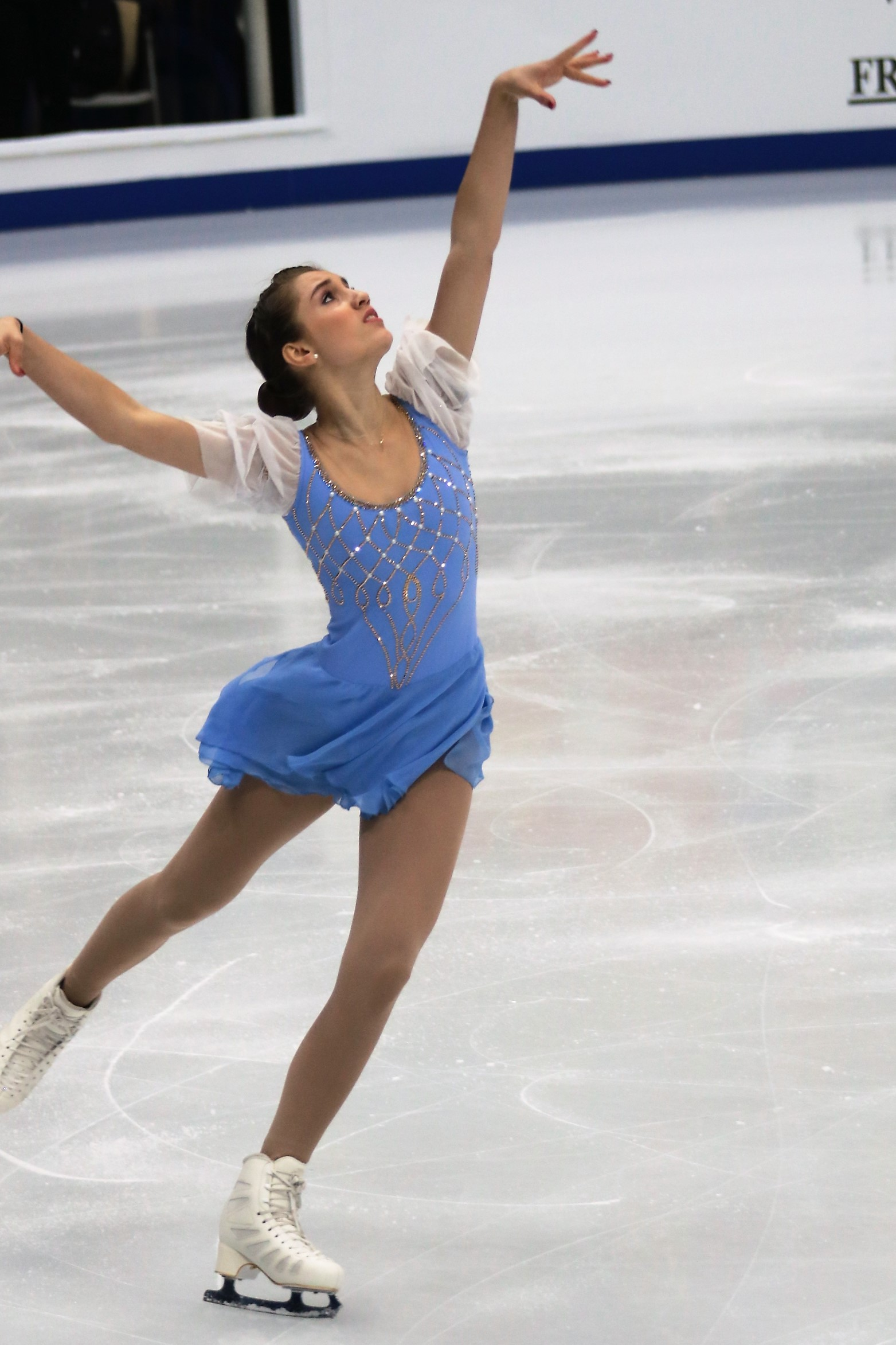
Paganini agli Europei del 2018

GP: Grand Prix; CS: Challenger Series; JPG: Junior Grand Prix

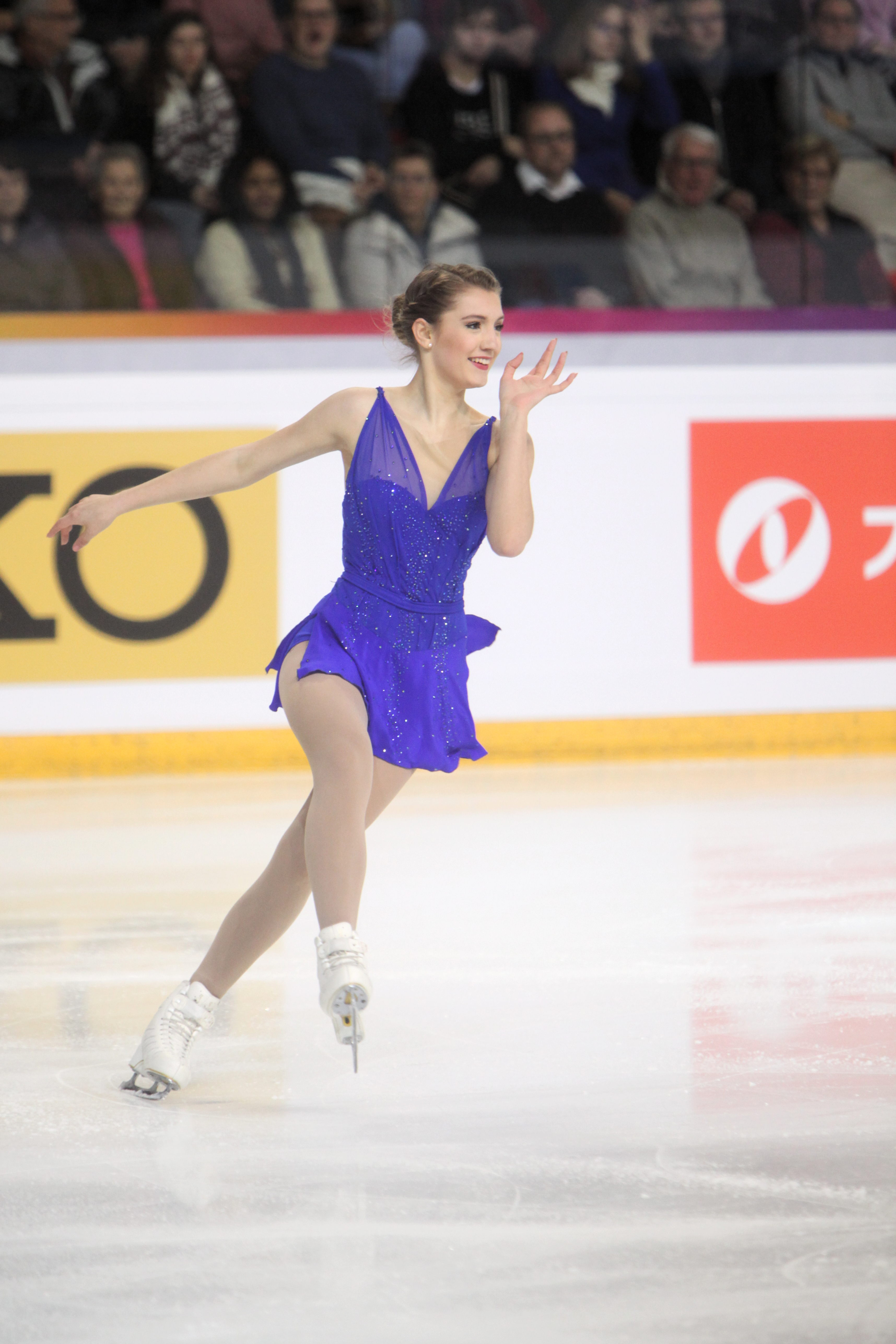
Paganini durante il libero al Trophée Eric Bompard 2018

### Per la Svizzera
| Internazionali                  | Internazionali | Internazionali | Internazionali | Internazionali | Internazionali | Internazionali | Internazionali |
| Evento                          | 2017–18        | 2018–19        | 2019–20        | 2020–21        | 2021–22        | 2022-23        | 2023-24        |
| ------------------------------- | -------------- | -------------- | -------------- | -------------- | -------------- | -------------- | -------------- |
| Olimpiadi                       | 21º            |                |                |                | 21°            |                |                |
| Mondiali                        | 20º            | 33º            | C              | 25º            | 19°            |                |                |
| Europei                         | 7º             | 6º             | 4º             | C              | 9º             |                |                |
| GP France                       |                | 10º            |                | C              |                |                |                |
| GP Cup of China                 |                | 4º             | 7º             |                |                |                |                |
| GP Skate Canada                 |                |                | 9º             |                | R              |                |                |
| GP John Wilson Trophy           |                |                |                |                |                | 9°             |                |
| CS Autumn Classic International |                | 8º             | 6º             |                |                |                |                |
| CS Budapest Trophy              |                |                |                |                |                | R              |                |
| CS Nebelhorn Trophy             | 3º             |                |                | 2º             | 4º             | R              | 5°             |
| CS Cup du Tyrol                 |                |                |                | C              |                |                |                |
| CS Finlandia Trophy             |                |                |                |                |                | 5°             | 14°            |
| CS Lombardia                    |                |                |                |                | 4º             |                |                |
| CS Warsaw Cup                   |                |                |                |                |                |                | 13°            |
| Challenge Cup                   |                |                |                | R              |                |                |                |
| Halloween Cup                   |                | 1º             |                |                |                |                |                |
| Slovenia                        | 1º             |                |                |                |                |                |                |
| Swiss Open                      |                |                |                |                |                |                | R              |
| Nazionali                       |                |                |                |                |                |                |                |
| Campionato svizzero             | 1º             | 1º             | 1º             | C              | 1º             |                | 4°             |

### Per gli Stati Uniti
| International: Junior   | International: Junior | International: Junior | International: Junior | International: Junior | International: Junior |
| Event                   | 12–13                 | 13–14                 | 14–15                 | 15–16                 | 16–17                 |
| ----------------------- | --------------------- | --------------------- | --------------------- | --------------------- | --------------------- |
| JGP Francia             |                       |                       |                       |                       | 6º                    |
| Gardena Trophy          |                       |                       |                       | 1º                    |                       |
| National                |                       |                       |                       |                       |                       |
| Campionato statunitense |                       | 2º I                  | 8º N                  | 2º N                  | 5º J                  |